# Genar Andrinúa
Genar Andrinúa Cortabarría (født 9. maj 1964 i Bilbao, Spanien) er en tidligere spansk fodboldspiller, der spillede som midterforsvarer. Han var på klubplan, udover et et-årigt lejeophold hos Real Valladolid, udelukkende tilknyttet Athletic Bilbao i sin fødeby. Her var han i 1984 med til at vinde både det spanske mesterskab og pokalturneringen.
Andrinúa spillede desuden mellem 1987 og 1990 28 kampe og scorede to mål for Spaniens landshold. Han debuterede for holdet 18. februar 1987 i et opgør mod England, og var en del af den spanske trup til både EM i 1988 og VM i 1990.

## Titler
La Liga
- 1984 med Athletic Bilbao

Copa del Rey
- 1984 med Athletic Bilbao